# Peters Pop Show
Peters Pop Show (stylizováno také jako Peter's Pop Show) byl německý televizní pořad vysílaný v letech 1985 až 1993. Šlo o každoroční, několikahodinovou přehlídku nejúspěšnějších hudebních skladeb v daném roce za osobní účasti originálních interpretů. Celou show vyráběl od poloviny 80. let až do začátků 90. let 20. století druhý program západoněmecké veřejnoprávní televize ZDF a vysílala ji také na satelitním kanále 3sat.
Jednalo se o významnou událost v populární hudbě za účasti desítek tisíc diváků v hale a desítek miliónů u televizních obrazovek v celé západní Evropě. Byl označován za největší hudební show v Evropě.
Moderátorem, po kterém se show jmenovala, byl hudební publicista Peter Illmann. Show se už od roku 1985 vysílala na ZDF se stereofonním zvukem. Předchůdcem Peters Pop Show bylo Thommys Pop Show Extra, kterou uváděl populární herec – komik a moderátor Thomas Gottschalk. Za následníka bývá považován pořad The Dome vysílaný RTL 2 v letech 1997 až 2012.

## Interpreti
V Pop Show vystoupily stovky interpretů, mj. Sandra, Sigue sigue sputnik, Shakin' Stevens, Billy Idol, Whitney Houston, Kim Wilde, Modern Talking, Desireless, Pet Shop Boys, C. C. Catch, Samantha Fox, Taylor Dayne, Lisa Stansfield, Roxette, Bad Boys Blue, Falco, Mr. Mister, Bryan Ferry, Silent Circle, Europe, Mike Oldfield, Wax, The Sisters of Mercy, Kaoma, Mandy, Double, Nik Kershaw, Kate Bushová, Chris Norman, Gary Moore, Bonfire, Lenny Kravitz, OMD, Two of Us, Depeche Mode, Blue System, Jermaine Stewart, Debbie Harry, Chris de Burgh, Parrish + Topano, Janet Jacksonová, Camouflage, Tina Turner, David Hasselhoff, Gianna Nannini, Edoardo Bennato, Eros Ramazzotti, Udo Lindenberg, Jennifer Rush, Rainhard Fendrich, Peter Cetera, Peter Maffay, Anne Haigis, Milli Vanilli, Bob Geldof, Robin Beck, Richard Marx, Duran Duran, Bon Jovi, Status Quo, Katrina + Waves, Bonnie Tyler, Jethro Tull, Sophie B. Hawkins, Leningrad Cowboys, Vaya Con Dios, Alphaville, Peter Schilling, Matthias Reim, Marky Mark + The Funky Bunch, Chesney Hawkes, New Legend, Take That, Simple Minds, Frankie Goes to Hollywood, Opus, Die Toten Hosen, Hubert Kah...

## Peters Pop Showv Československé televizi
Tehdejší Československá televize vysílala od roku 1984 sestřih tohoto programu. Poprvé to bylo roku 1984 po dva nedělní večery na druhém programu ČST. Pořad uváděl Miloš Skalka. Nejprve se měl vysílat celý pořad, ale po problémech s prvním dílem, v kterém se prý hrála hudba která vadila, se vysílání zkrátilo ze čtyř jen na dva díly. Vybírali se takzvaně „neškodní“ umělci. Vždy se pečlivě vystříhával komentář moderátora.[zdroj?] Po uvolnění režimu se přibližně od roku 1988 vysílala show celá, ale rozdělená na několik dílů.[zdroj?]